# انجمن دانشجویان حقوق اروپا
انجمن دانشجویان حقوق اروپا (ELSA) یک سازمان بین‌المللی، مستقل، غیر سیاسی، غیرانتفاعی و غیردولتی است که توسط دانشجویان حقوق اداره می‌شود. فعالیتهای ELSA شامل بسیاری از رویدادهای دانشگاهی و تخصصی است که برای تحقق دیدگاه بیان شده سازماندهی می‌شوند.
پنج دانشجوی حقوق از اتریش، مجارستان، لهستان و آلمان غربی انجمن دانشجویان حقوق اروپا را در ۴ مه ۱۹۸۱ تأسیس کردند.
السا در گروه‌های عضو محلی فعال در سطح دانشگاه (گروه محلی)، گروه‌های عضو ملی فعال در سطح ملی (گروه ملی) و در سطح بین‌المللی فعال است.

## عضویت و سازماندهی
عضویت در السا برای دانشجویان رشته حقوق از طریق گروه‌های محلی امکان‌پذیر است (به عنوان مثال ELSA Leiden). گروه‌های محلی عضو یک گروه ملی هستند (به عنوان مثال ELSA هلند). گروه‌های ملی بخشی از شبکه بین‌المللی السا هستند که توسط ELSA International با دفتر مرکزی در بروکسل، بلژیک اداره می‌شود. ELSA International از هیئت بین‌المللی، تیم بین‌المللی ELSA و حسابرسان ELSA تشکیل شده‌است.
هیئت بین‌المللی عالی‌ترین دستگاه اجرایی انجمن است. اعضای آن در یک جلسه بین‌المللی شورای بین‌المللی (که شامل همه گروه‌های ملی است) برای یک دوره یک ساله انتخاب می‌شوند. مسئولیت‌های هیئت بین‌المللی شامل هماهنگی کلی سازمان به‌طور کلی شامل حمایت از گروه‌های عضو اعم از محلی و ملی است. هیئت بین‌المللی همچنین همکاری را با سازمانها و نهادهای مختلف بین‌المللی، دولتها، موسسات حقوقی و شرکتهای مختلف اروپا هماهنگ و توسعه می‌دهد.
السا با چندین نهاد سازمان ملل متحد جایگاه مشورتی را به دست آورد. در سال ۱۹۹۴، در بخش C در یونسکو (سازمان آموزشی، علمی و فرهنگی ملل متحد) به درجه مشاوره اعطاء شد، و در سال ۱۹۹۷ با ECOSOC (شورای اقتصادی و اجتماعی سازمان ملل) وضعیت مشاوره ویژه ای بدست آورد. علاوه بر این UNCITRAL (کمیسیون حقوق تجارت بین‌المللی سازمان ملل) از نمایندگان السا دعوت کرده‌است تا در جلسات خود شرکت کنند.
السا بخشی از کنفرانس دیپلماتیک در سال ۱۹۹۸ در رم بود که در آن اساسنامه دیوان کیفری بین‌المللی ایجاد دیوان کیفری بین‌المللی تصویب شد. السا با نمایندگی به عنوان یک سازمان غیردولتی به عنوان ناظر شرکت کرد.
در سال ۲۰۰۰، با شورای اروپا وضعیت مشارکتی به ELSA اعطا شد. این همکاری با امضای مشارکت حقوق بشر بین شورای اروپا و السا در سال ۲۰۰۸ گسترش یافت.
علاوه بر این، السا توافق‌نامه همکاری با UNHCR (کمیساریای عالی سازمان ملل متحد برای پناهندگان) دارد. در اکتبر ۲۰۰۵، السا وضعیت Observer را با WIPO (سازمان جهانی مالکیت فکری) به دست آورد.
از سال ۲۰۰۲، السا با حمایت از WTO مسابقه دادگاه دادگاه جان. جکسون (جکسون Moot Court) (که قبلاً با نام دادگاه دادگاه ELSA Moot شناخته می‌شد) را برگزار می‌کند. دور نهایی در دفتر مرکزی WTO در ژنو، سوئیس برگزار می‌شود.

## شبکه السا
انجمن دانشجویان حقوق اروپا در آلبانی، ارمنستان، اتریش، آذربایجان، بلاروس، بلژیک، بوسنی و هرزگوین، بلغارستان، کرواسی، قبرس، جمهوری چک، دانمارک، استونی، فنلاند، فرانسه، جورجیا، آلمان، یونان، مجارستان، ایرلند، ایتالیا، ایسلند، لتونی، لیتوانی، لوکزامبورگ، مقدونیه، مالت، مولداوی، مونته‌نگرو، هلند، نروژ، لهستان، پرتغال، رومانی، روسیه، صربستان، جمهوری اسلواکی، اسلوونی، اسپانیا، سوئد، سوئیس، ترکیه، اوکراین و انگلیس دارای اعضا و ناظران است.
علاوه بر این با سایر سازمان‌های دانشجویی در سراسر جهان همکاری می‌کند، به عنوان مثال انجمن دانشجویان حقوق آسیا (ALSA) در آسیا.